# جولای گنجشکی کاکل‌بلوطی
جولای گنجشکی کاکل‌بلوطی (نام علمی: Plocepasser superciliosus) نام یک گونه از سرده جولاهای گنجشکی است.